# کیم کی-تایک
کیم کی-تایک (انگلیسی: Kim Ki-taik؛ زادهٔ ۱۹۶۲) یک بازیکن تنیس روی میز اهل کره جنوبی است. 
وی در مسابقات کشوری و بین‌المللی در مجموع برنده ۱ مدال نقره، ۲ مدال برنز شده‌است.